# Kasmere Lake
Kasmere Lake är en sjö i Kanada.   Den ligger i provinsen Manitoba, i den centrala delen av landet, 2 300 km nordväst om huvudstaden Ottawa. Kasmere Lake ligger 332 meter över havet.
Trakten runt Kasmere Lake är nära nog obefolkad, med mindre än två invånare per kvadratkilometer.